# Nogometni kup Bosne i Hercegovine 2005./06.
Nogometni kup Bosne i Hercegovine za sezonu 2005./06. je osvojila momčad Orašja. 

## Rezultati

### Šesnaestina završnice
Igrano na jednu utakmicu. Susreti su igrani 21. rujna, te 4. i 11. listopada 2005.
| klub1                    | klub2                    | rezultat       | napomene                                        |
| ------------------------ | ------------------------ | -------------- | ----------------------------------------------- |
| Sarajevo                 | Leotar Trebinje          | 2:0            |                                                 |
| Slavija Istočno Sarajevo | Jedinstvo Bihać          | 4:4 (4:3 11 m) | Slavija prošla boljim izvođenjem jedanaesteraca |
| Čelik Zenica             | SAŠK Napredak Sarajevo   | 0:1            |                                                 |
| Orašje                   | Velež Mostar             | 3:1            |                                                 |
| Zrinjski Mostar          | Kozara Bosanska Gradiška | 5:0            |                                                 |
| Borac Banja Luka         | Travnik                  | 4:0            |                                                 |
| Sloga Doboj              | Modriča Maxima           | 0:2            |                                                 |
| Budućnost Banovići       | Bosna Kalesija           | 1:0            |                                                 |
| Radnik Bijeljina         | Igman Konjic             | 2:3            |                                                 |
| Žepče Limorad            | Tuzla                    | 7:0            |                                                 |
| Rudar Ugljevik           | Ljubić Prnjavor          | 1:0            |                                                 |
| Rudar Kakanj             | Vogošća                  | 3:1            |                                                 |
| MIS Kreševo              | Tomislav (Tomislavgrad)  | 3:0            |                                                 |
| Sloboda Tuzla            | Željezničar Sarajevo     | 0:1            |                                                 |
| Odžak 102                | Široki Brijeg            | 0:3            |                                                 |
| Posušje                  | Jedinstvo Brčko          | 3:0            |                                                 |

### Osmina završnice
Prvi susreti igrani 19. listopada, a uzvrati 26. listopada 2005.
| klub1                  | klub2                    | rezultati | napomene                             |
| ---------------------- | ------------------------ | --------- | ------------------------------------ |
| Zrinjski Mostar        | Modriča Maxima           | 3:1, 0:2  | Modriča prošla zbog golova u gostima |
| Orašje                 | Budućnost Banovići       | 2:1, 0:0  |                                      |
| Posušje                | Žepče Limorad            | 0:0, 0:1  |                                      |
| Sarajevo               | Borac Banja Luka         | 4:0, 3:1  |                                      |
| Željezničar Sarajevo   | Rudar Ugljevik           | 2:0, 0:1  |                                      |
| Široki Brijeg          | Rudar Kakanj             | 2:0, 0:1  |                                      |
| SAŠK Napredak Sarajevo | Slavija Istočno Sarajevo | 0:1, 0:4  |                                      |
| MIS Kreševo            | Igman Konjic             | 3:0, 0:1  |                                      |

### Četvrtzavršnica
Prvi susreti igrani 9. studenog, a uzvrati 16. studenog 2005.
| klub1          | klub2                    | rezultati    | napomene |
| -------------- | ------------------------ | ------------ | --- |
| Sarajevo       | Željezničar Sarajevo     | 1:1, 0:3 pff | u uzvratnoj utakmici u 50. minuti nogometaši Sarajeva napali suca i prekinuli utakmicu pri rezultatu 1:0 za Željezničara |
| Modriča Maxima | Orašje                   | 0:5, 1:1     | |
| Široki Brijeg  | Slavija Istočno Sarajevo | 4:0, 1:1     | |
| Žepče Limorad  | MIS Kreševo              | 1:0, 2:2     | |

### Poluzavršnica
Prvi susreti igrani 29. ožujka, a uzvrati 12. travnja 2006.
| klub1                | klub2         | rezultati | napomene |
| -------------------- | ------------- | --------- | -------- |
| Željezničar Sarajevo | Široki Brijeg | 1:0, 0:2  |          |
| Orašje               | Žepče Limorad | 2:1, 1:1  |          |

### Završnica
Susreti igrani 19. travnja i 3. svibnja 2006.
| klub1         | klub2  | rezultati | napomene |
| ------------- | ------ | --------- | -------- |
| Široki Brijeg | Orašje | 0:0, 0:3  |          |